# Протоспафарий

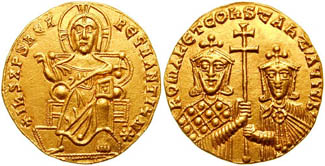
Солид Романа I Лакапина (920—944) и Константина Порфирородного (913—959)

Протоспафарий (греч. πρωτοσπαθάριος) — одно из высших византийских званий в VIII—XII веках, присваиваемое заслуженным полководцам и губернаторам провинций, а также иностранным принцам.
Буквальное значение слова — «первый спафарий», глава императорских телохранителей, известных с VI века. Возможно уже при Ираклии I (610—641) звание становится почётным и начало присваиваться высокопоставленным командирам фем, высшим придворным и союзным правителям. Первое известное употребление слова «протоспафарий» известно в «Хронике» Феофана Исповедника, который под 718 годом упоминает некоего Сергия, протоспафария и стратега Сицилии. В конце IX века протоспафарий упоминается как звание, стоящее ниже патрикия и выше дисипата. Присуждение его означало также принадлежность к сенату Византии. Его престиж был, соответственно, очень высок, что иллюстрирует приводимая императором Константином Порфирородным (913—959) в его трактате «Об управлении империей» история из времени правления его отца, Льва VI (886—912), когда престарелый священник из Новой церкви по имени Ктена заплатил 60 литр золота (около 19.4 кг), сумму равную 60 годовым жалованиям протоспафария, составлявшего 72 номисмы, чтобы получить это звание. Ему не довелось наслаждаться долго этим приобретением, поскольку он умер два года спустя. Как у многих других титулов средне-византийского периода, его значение резко упало в XI веке. Последнее достоверное упоминание датируется 1115 годом, есть также упоминание у псевдо-Кодина.
Согласно Клиторологию Филофея, принадлежность к протоспафариям различалась для евнухов и не-евнухов. В дополнение к знаку своего ранга, золотому ожерелью, украшенному жемчугом, первые носили специальную одежду — украшенную золотом тунику и красный дублет с золотой оторочкой. Не-евнухи добавляли к своей одежде только золотой воротник, украшенный драгоценными камнями. Живописные изображения протоспафариев в иллюминированных рукописях различны для разных периодов истории. В De Officiis псевдо-Кодина соответствующей этому рангу одеждой называется вышитый золотом скараник, который вероятно являлся головным убором, на котором спереди был вышит император на коне, а также кафтан-каббадион и скиадион.
Помимо чисто придворного звания, существовали протоспафарии с определёнными обязанностями:
- Протоспафарий Хрисотриклиния, основного приёмного покоя Большого дворца;
- Протоспафарий Лаузиака, больших залов рядом с Хризотриклинием;
- Протоспафарий или катепан императорских людей[англ.], то есть низших слуг и иностранцев. Эти протоспафарии относились к стратархам[англ.] и имели, соответственно, какое-то военное значение.
- греч. πρωτοσπαθάριος τῆς Φιάλης, выступавшие в качестве судей гребцов византийского флота, дислоцированного около Константинополя. Точное значение термина Φιάλης не ясно, оно может означать какую-то гавань в районе Буколеонского дворца.